# Sandra Auffarth
Sandra Auffarth est une cavalière allemande de concours complet d'équitation née le 27 décembre 1986 à Delmenhorst.
Aux Jeux olympiques de Londres en 2012, elle devient championne olympique du concours complet par équipe et remporte la médaille de bronze en individuel. Aux Jeux équestres mondiaux de Normandie en 2014, elle obtient la médaille d'or par équipe et en individuelle de concours complet. Aux Jeux olympiques de Rio en 2016, elle est vice-championne olympique du concours complet par équipe.